# Karin Rick
Karin Rick (* 8. September 1955 in Wien) ist eine österreichische Schriftstellerin und Publizistin. Sie ist eine Vertreterin erotischer Gegenkultur in Literatur und Essay. Zu ihren bekanntesten Werken zählen die Romane Böse Spiele, Sex ist die Antwort und Venuswelle. Rick lebt in Wien und Lanzarote.

## Leben und Werk
Rick studierte Sprachwissenschaften, Publizistik und Kunstgeschichte und machte ihren akademischen Abschluss in Dolmetsch- und Übersetzungswissenschaften an der Universität Wien im Jahr 1979. Danach unterrichtete sie als Universitätslektorin an der Universität Nancy II, Faculté des Lettres und an der Hochschule Ecole des Mines de Nancy. Während dieser Zeit kam sie mit prominenten französischen Vertreterinnen der écriture feminine und Theorien weiblicher Ästhetik wie Hélène Cixous, Luce Irigaray und Julia Kristeva in Kontakt, deren Schreiben maßgeblichen Einfluss hatte. Nach ihrer Rückkehr nach Wien begann sie ihre schriftstellerische und publizistische Arbeit.
An der Universität für angewandte Kunst konzipierte sie 1987 das Symposion „weibliche Sexualität und Kreativität in Psychoanalyse und Literatur“, das die Rezeption französischer ästhetischer Theorien im deutschen Sprachraum beleuchtete. Daraus entstand ihr erstes Buch, der Theorieband, Das Sexuelle, die Frauen und die Kunst.
1990 erschien Ricks erster Roman Böse Spiele, der bereits grundlegende Themen ihrer Literatur vorwegnahm: Grenzformen weiblichen Begehrens, Ausbruch aus Rollenmustern, Tabubrüche, Dominanz und Unterwerfung, erotisches Abenteurertum, Infragestellung sexueller Identitäten und Orientierungen. Sehnsucht nach Liebe und Beziehung jenseits traditioneller Muster, queere Lebensentwürfe. Es folgten neun weitere Veröffentlichungen von Romanen und Erzählungen. Die Natur als Sinnbild für Freiheit und glückhafte Momente in fragilen Ausnahmesituationen wird in Furien in Ferien, in Chaosgirl und in ihrem letzten Roman Venuswelle, eine Transgender Love Story zu einem handlungstragenden Element.
Ricks literarischer Stil zeichnet sich durch schnörkellose Klarheit und präzise Formulierungen abseits romantisierender Sentimentalität aus. Karin Ricks publizistische Tätigkeit erstreckt sich auf das Verfassen von Essays, Artikeln und Blogs in Print- und Onlinemedien, in denen sie pointiert zu weiblicher Lust und Sexualität, queerem Lifestyle und neuen role models Stellung nimmt.
"... in ihren belletristischen Texten und Performances kämpfte die Autorin Karin Rick für die Anerkennung weiblicher Autonomie und Lust. In ihren theoretisch-essayistischen Arbeiten setzte sie sich, lange bevor "queer" zum Schlagwort wurde, mit Fragen der gesellschaftlichen Konstruktion von Geschlecht und Identität auseinander." Andreas Brunner in: Sex in Wien, Lust, Kontrolle, Ungehorsam, Katalog zur gleichnamigen Ausstellung im Wien Museum, Metroverlag 2016

## Veröffentlichungen
- Das Sexuelle, die Frauen und die Kunst, Theorieband, Herausgeberin, konkursbuch Verlag Claudia Gehrke, Tübingen 1987
- Frauen Gewalt Pornographie, Symposionsdokumentation, Mitherausgeberin, Wiener Frauenverlag, Wien 1989
- Böse Spiele, Roman, Wiener Frauenverlag, Wien, 1991, Heyne Tb 1993, 2. Auflage 1994
- Sex, Sehnsucht und Sirenen, Erzählungen, konkursbuch Verlag Claudia Gehrke, Tübingen 1991, 2. Auflage 1998
- … mit Würde und Feuer, über Frauenfreundschaften, MitherausgeberinWiener Frauenverlag, Wien 1993
- Côte d’Azur – zwei Frauen, eine Liebesgeschichte, Erzählung, Wiener Frauenverlag, Wien 1993
- Böse Spiele, Roman, Heyne-Verlag, München 1994
- Der Rückfall, Erzählung, Wiener Frauenverlag, Wien 1996
- Sex ist die Antwort, Roman, konkursbuch Verlag Claudia Gehrke, Tübingen 1999, 2. Auflage 2005
- Hingabe, Erzählungen, konkursbuch Verlag Claudia Gehrke, Tübingen 2003
- Furien in Ferien, Abenteuerroman, Querverlag, Berlin 2004
- Wilde Liebe, Erzählung, konkursbuch Verlag Claudia Gehrke, Tübingen 2005, 2. Auflage 2006
- Chaosgirl, Roman,  konkursbuch Verlag Claudia Gehrke, Tübingen 2009
- Italienische Übersetzung von Chaosgirl: Un caos di Ragazza, ins Italienische übertragen von Ester Saletta, Aracne editrice, Rom 2011
- Venuswelle, Roman, konkursbuch Verlag Claudia Gehrke, Tübingen 2015
- Ladys, Lust & Leidenschaft, Erzählungen, konkursbuch Verlag Claudia Gehrke, Tübingen 2019

## Essays und Artikel (Auswahl)
- Wien, Wien, nur du allein... oder doch nicht? Geschichte einer Kindheit und Jugend, in: Stadt, Land, Fluß, Herkunftsorte, Mein lesbisches Auge 21, konkursbuch Verlag Claudia Gehrke, Tübingen 2021
- Adieu tristesse, Von der Freiheit des Schreibens, Essay, in: Freiheit und Feminismen, Hg: Frauen* beraten Frauen*, Psychosozial-Verlag, 2020
- Glamorous Journey. In: aep, Feministische Zeitschrift für Politik und Gesellschaft, Nr. 2/2014, Innsbruck
- Sex in der Schrift – ein Minenfeld. In:  Dagmar Fink, Birge Krondorfer, Sabine Prokop, Claudia Brunner (Hrsg.): Prekarität und Freiheit? Feministische Wissenschaft, Kulturkritik und Selbstorganisation. Westfälisches Dampfboot, Münster 2013
- Meomsa, die dunkle Seite der Sehnsucht. In: Linda Christanell: Wenn ich die Kamera öffne, ist sie rot. Hg. Synema, Wien 2011
- Her story is a hair story - Karin Rick über Louise Rick. konkursbuch Verlag Claudia Gehrke, 2005
- Help-TV. In: C/O Coming Out Stories. Hg. Milena Verlag, Wien 2004
- Schreibrituale. In: Batya Horn, Elisabeth Wäger (Hrsg.): Schreibrituale. edition splitter, Wien, 2004
- Fort mit den glitzerschlanken Amazonen! In: Bernhard Fetz, Klaralinda Ma-Kircher, Wendelin Schmidt-Dengler (Hrsg.): Phantastik auf Abwegen (Texte zu Fritz von Herzmanovsky-Orlando). Folioverlag, Wien-Bozen 2004.
- Gefährliche Freundinnen, modernisiertes Mantel- und Degenstück oder verkehrt gestrickter Erziehungsroman? Annotatio zum gleichnamigen Buch von Hélène de Montferrand. Milena Verlag, Wien, 2003
- Frauenzeit Männerzeit. In: Rotraud Perner (Hrsg.): Zeit(t)räume: vom Denken, Fühlen und Spüren. Löckerverlag, Wien 1993
- Die Mütter des Krieges. In: Daniela Gioseffi (Hrsg.): Frauen und Krieg. Wiener Frauenverlag, 1993, tb Suhrkamp 2001
- Pornos – die neue Lust der Frauen. In: Auf – eine Frauenzeitschrift, Wien 1993
- Immer dem Phantasma nach, eine exemplarische Skizze des zeitgenössischen Mannes. In: Rudolf Maresch (Hrsg.): Zukunft oder Ende, Standpunkte – Analysen – Entwürfe. München 1993
- Balzac oder die Destruktion des Schöpfermythos. In: An.schläge – das feministische Magazin, Wien 1991
- Huren, Bilder, Schrift. Der weibliche Blick auf Sexualität und Macht. In: Karin Rick, Sylvia Treudl (Hrsg.): Frauen – Gewalt – Pornographie. Wien, 1989
- Schrift und Lektüre sexueller Differenz. In: An.schläge, das feministische Magazin, Wien 1990; über: Lectures de la différence sexuelle, Colloque Paris-VIII CIPH, Paris, Oktober 1990
- „ich werfe mein Herz aus dem Fenster …“ zum Schreibverfahren von Hélène Cixous. In: An.schläge, das feministische Magazin, Wien 1990

## Übersetzungen aus dem Französischen (Auswahl)
- Alain Robbe-Grillet: Vom Anlass des Schreibens, Reihe rive gauche. konkursbuch Verlag Claudia Gehrke, 1988
- Hélène Cixous: Das Buch von Promethea. Wiener Frauenverlag, Wien 1990
- Rachid Mimouni: Der Fluch. Haymonverlag, Innsbruck 1994